# William Bateson
William Bateson (Robin Hood's Bay, 8 d'agost del 1861 – 8 de febrer del 1926) fou un genetista britànic, alumne de St. John's College (Cambridge), on eventualment esdevingué Mestre. Fou la primera persona a utilitzar el terme "genètica" per a descriure l'estudi de l'heretabilitat i l'herència biològica, i el popularitzador principal de les idees de Gregor Mendel després del seu redescobriment el 1900 per Hugo de Vries i Carl Correns.

## Carrera
El 1894, Bateson publicà Materials for the Study of Variation: Treated with Especial Regard to Discontinuity in the Origin of Species ("Materials per l'estudi de la variació; tractats amb un estudi especial de la discontinuïtat en l'origen de les espècies"), on catalogà variacions físiques inusuals en exemplars d'animals, i classificà cada variació o bé com una desviació del nombre esperat d'una cert part corporal, o bé com una desviació en què una part corporal esperada havia estat substituïda per una altra (que denominà "homeòtica"). Les variacions d'animals que estudià incloïen abelles amb potes en lloc d'antenes; crancs de rius amb oviductes addicionals; i en els humans, polidactília, costelles addicionals, i mascles amb mugrons addicionals.
Bateson esdevingué cèlebre com a l'antagonista mendelià declarat de Walter Raphael Weldon, el seu antic professor, i Karl Pearson, que lideraven l'escola de pensament biomètrica. Això concernia el debat de saltacionisme contra gradualisme (Darwin era un gradualista, però Bateson era un saltacionista). Més endavant, Ronald Fisher i J. B. S. Haldane demostraren que mutacions discretes eren compatibles amb una evolució gradual; vegeu síntesi moderna de l'evolució.

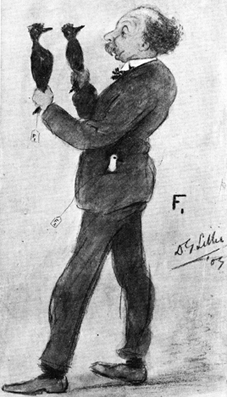
Dibuix fet per D.G. Lillie, 1909.

Bateson fou el primer a suggerir el terme "genètica" (del grec genno, γεννώ; "donar a llum") per a descriure l'estudi de l'herència i la ciència de la variació, en una carta personal a Alan Sedgwick, datada el 18 d'abril del 1905. Bateson utilitzà el terme "genètica" en públic per primer cop a la Tercera Conferència Internacional sobre la Hibridització de les Plantes a Londres el 1906. Tot i que això fou tres anys abans que Wilhelm Johannsen utilitzés el mot "gen" per a descriure les unitats d'informació de l'herència, De Vries havia encunyat el terme "pangen" pel mateix concepte ja el 1889. Etimològicament, el mot "genètica" té el seu origen en el concepte darwinià de la pangènesi.
Bateson codescrobrí el lligament genètic amb Reginald Punnett, i ambdós fundaren el Journal of Genetics el 1910. Bateson també encunyà el terme "epistasi" per a descriure la interacció genètica entre dos trets independents.
En els seus últims anys fou amic i confident de l'alemany Erwin Baur. La seva correspondència inclou la seva discussió sobre l'eugenèsia.
El seu fill fou l'antropòleg i ciberneticista Gregory Bateson.

## Abreviatura
L'abreviatura Bateson es fa servir per indicar  William Bateson com autoritat en la descripció i taxonomia dins la zoologia.